# San Sebastiano al Palatino
San Sebastiano al Palatino är en kyrkobyggnad och diakonia på Palatinen i Rom, helgad åt den helige martyren Sebastian. Kyrkan är belägen i Rione Campitelli och tillhör församlingen Santa Maria in Portico in Campitelli. Den nuvarande kardinaldiakonen är sedan år 2012 Edwin O'Brien.
Under medeltiden hade kyrkan namnet Santa Maria in Pallara.

## Beskrivning
Kyrkan grundades på 1000-talet. Bakom högaltaret finns fresker från denna tid. De föreställer Jesus Kristus med de heliga Sebastian, Zoticus, Laurentius och Stefanus. En annan fresk visar Jungfru Maria med två änglar och de heliga jungfrumartyrerna Agnes, Katarina av Alexandria, Lucia och Cecilia.

## Bilder
| - Exteriören. - Fresker från 1000-talet. |